# حقوق الإنسان في إسبانيا

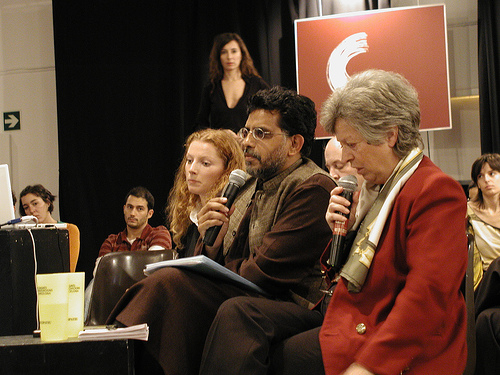
الرجل ذو الميكروفون هو ميلون كوثاري، المقرر الخاص الأول المعني بالسكن اللائق التابع لمكتب المفوض السامي لحقوق الإنسان، يلقي كلمة أمام مؤتمر في إسبانيا.

نُصّ على حقوق الإنسان في إسبانيا في الدستور الإسباني لعام 1978. يضمن القسمان 6 و 7، الحق في إنشاء وتشغيل الأحزاب السياسية والنقابات ما دامت تحترم الدستور والقانون.

## الرعاية الصحية للمهاجرين غير الشرعيين
كانت الرعاية الصحية الشاملة، حتى عام 2012، مضمونة لجل المهاجرين، من جميع أنحاء العالم بصرف النظر عن الوضع الإداري. كانت هناك محاولة لتغيير هذا الوضع بموجب قانون الصحة الجديد الذي أُدخل في سبتمبر 2012، إذ يُمنع المهاجرون أو الوافدون الذين لا يملكون  تصاريح إقامة قانونية من الرعاية الطبية. لا يحق للمهاجرين غير الشرعيين الحصول على علاج مجاني داخل نظام الرعاية الصحية الإسبانية، سوى في حالات الطوارئ أو الحمل أو الولادة. رُفض هذا القانون ولم يُطبق هذا القانون من قبل غالبية مناطق إسبانيا، والتي كفلت تغطية صحية شاملة للمهاجرين غير الشرعيين.

## الغجر
وُثّقت العنصرية البيئية في إسبانيا، عندما تأثرت بشكل خاص، المجتمعات العرقية في شمال أفريقيا والغجر، وأيضًا المزارعين المهاجرين من جميع أنحاء إفريقيا وآسيا وأمريكا اللاتينية وجنوب شرق أوروبا. اعتبارًا من عام 2007، كان هناك ما يقدر بنحو 750.000 شخص من الغجر (بشكل رئيسي جيتانو روماني) يعيشون في إسبانيا. وفقًا لـ «خريطة الإسكان لجماعة الغجر في إسبانيا، 2007»، يعيش 12% من الغجريين في مساكن دون المستوى، بينما يعيش 4% أو 30,000 شخص في أحياء فقيرة أو مدن صفيح، علاوة على ذلك، كان 12% يقيمون في مستوطنات معزولة. وفقًا لمؤشر تضمين الغجر لعام 2015، وُثِّق حرمان بعض المجتمعات من الفوائد البيئية، إذ لا يحصل 4% من أبناء «الغجر» في إسبانيا على المياه الجارية، و 9% منهم لا يحصلون على الكهرباء.

اكتسبت الجهود المبذولة لنقل مدن الأكواخ (شابولا)، في أواخر الثمانينيات والتسعينيات زخمًا كبيرًا. والتي وفقًا لتقرير صادر عام 2009 عن وكالة الاتحاد الأوروبي للحقوق الأساسية،  كانت مأهولة بشكل غير إنساني من قبل أشخاص من شعب الغجر. صُممت هذه المبادرات ظاهريًا لتحسين الظروف المعيشية للغجر، ولكن الغرض منها كان أيضًا إخلاء قطع الأراضي العقارية من أجل التنمية. على حد تعبير تقرير صدر عام 2002 عن وضع «الغجر» في إسبانيا، «يعيش الآلاف منهم في مساكن انتقالية، دون أي إشارة إلى ميعاد انتهاء هذه الفترة الانتقالية»، وهو الوضع الذي يعزى إلى تدهور العديد من مشاريع الإسكان الانتقالية إلى الأحياء اليهودية. في حالة العديد من عمليات الترحيل، يُنقل الغجر إلى أطراف المراكز الحضرية، وفي كثير من الأحيان، تلك المناطق التي بها مشاكل بيئية. في حالة كاناديا ريال غاليانا، وُثِّق أن الجماعات العرقية المتتعدة، بما في ذلك الإسبان غير الغجريين، والمغاربة، تعاني أيضًا من قضايا الظلم البيئي على غرار المجتمعات الغجرية. وفقًا لـ «استغاثة العنصرية»:
«..آخر الوحدات السكنية التي بنيت في إطار القضاء على خطة التهميش في كاسكايو، إذ قيل أنه سيُعاد إسكان 16 أسرة، ماهي إلا وسيلة لطرد هذه الأسر من المدينة. سيعيشون في مكان محاط بـ «نهر المجاري»، ومسار السكك الحديدية، والمجمع الصناعي والطريق السريع، بعيدًا عن المراكز التعليمية والمتاجر والأماكن الترفيهية وبدون وسائل النقل العام، سيكون من الصعب عليهم الخروج من هناك..».
يعيش على مشارف مدريد 8600 شخص في مستوطنة كانادا ريال جاليانا غير الرسمية، والمعروفة أيضًا باسم لا كانادا ريال ريوجانا أو لا كانادا ريال دي لاس ميريناس. وتشكل أكبر مدينة للأكواخ في غرب أوروبا. تقع المستوطنة على طول 16 كيلومترًا من درب التنقل الموسمي للماشية المحمي بيئيًا، بعرض 75 مترًا وطول 400 كيلومتر، بين خيتافي وكوسلادا، وهي جزء من شبكة تتكون من 125000 كيلومتر من طرق عبور الماشية في إسبانيا.  تُعد بعض مناطق المستوطنة غير المخطط لها أو المصرح بها مناطق ثرية اقتصاديًا أو للطبقة العاملة أو للطبقة الوسطى وتعتبر مناطق مرغوبة بالنسبة للكثيرين (وخاصة المهاجرين المغاربة الذين واجهوا التمييز في سوق الإيجار الإسبانية). ومع ذلك، يتعرض جزء كبير من كانادا ريال جاليانا للعنصرية البيئية الشديدة، لا سيما في منطقة فالدمينجوميز.

### المزارعون المهاجرون في جنوب إسبانيا
عانى العمال المهاجرون من أفريقيا وآسيا وأمريكا اللاتينية وجنوب شرق أوروبا، العاملون في القطاع الزراعي، في جميع أنحاء جنوب إسبانيا، من ظروف سكن وعمل يمكن تعريفها على أنها عنصرية بيئية، منتجين القوت لشريحة كبيرة من المجتمع الأوروبي، ومواجهين الحرمان الشديد. في مورسيا، اشتكى ملتقطو الخس من الاضطرار إلى العمل بشكل غير قانوني مقابل راتب بالكم من وكالات التوظيف، بدلاً من العمل بالساعة، ما يعني أنه يتعين عليهم العمل لساعات أكثر مقابل أجر أقل، بينما يتعرضون أيضًا بشكل غير آمن للمبيدات الحشرية. بدءًا من الألفينيات، في منطقة إيليخيدو في الأندلس. وُثق أن العديد من الأفارقة (بما في ذلك أعدادا كبيرة من المغاربة) من عمال البيوت الزجاجية المهاجرين يواجهون تهميشًا اجتماعيًا شديدًا وعنصرية، ويتعرضون في وقت واحد لظروف عمل صعبة للغاية، مع تعرضهم للمبيدات السامة. وقد وصف دعاة البيئة منطقة إيليخيدو أنها «بحر من البلاستيك» بسبب المساحات الشاسعة من الأراضي التي تغطيها البيوت الزجاجية، وصُنفت على أنها «سر أوروبا الصغير القذر» بسبب الانتهاكات الموثقة للعمال الذين يساعدون في إنتاج كميات كبيرة من إمدادات الغذاء في أوروبا. في هذه البيوت الزجاجية، يُطلب من العمال العمل في ظروف «شبيهة بالعبيد» في درجات حرارة تصل إلى 50 درجة مئوية مع غياب التهوية، ويُحرمون من مرافق الراحة الأساسية ويحصلون على أجور منخفضة للغاية، بالإضافة إلى انتهاكات أخرى. اعتبارًا من عام 2015، ومن بين 120.000 عامل مهاجر يعملون في البيوت الزجاجية، هناك 80.000 غير مسجلين وغير محميين بموجب تشريعات العمل الإسبانية، وفقًا لما ذكره سبيتو ميندي من نقابة العمال الإسبان (إس أو سي). اشتكى العمال من الآثار الصحية السيئة نتيجة التعرض للمبيدات الحشرية دون استخدام معدات مناسبة للوقاية. بعد مقتل اثنين من المزارعين الإسبان وامرأة إسبانية في حادثين منفصلين تورط فيهما مواطنون مغاربة في فبراير/شباط 2000، اندلعت أعمال عنف وكراهية الأجانب في منطقة إيليخيدو وما جاورها، ما أسفر عن إصابة 40 شخصًا وتشريد أعداد كبيرة من المهاجرين، وفقا لأنجل لوش. 
«لمدة ثلاثة أيام متتالية، من 5 إلى 7 فبراير، اجتاحت أعمال العنف العنصرية البلدة مستهدفة المهاجرين. لمدة 72 ساعة، حشد كبير من المزارعين الذين يحملون قضبان الحديد، وانضم إليهم شباب من المدارس الثانوية، وضربوا ضحاياهم، وطاردوهم في الشوارع ووسط البيوت الزجاجية. أُغلقت الطرق وحوصرت وأُشعلت النار فيها».

## الإصلاح القانوني
أمرت محكمة إسبانية في فبراير/شباط 2014، بالقبض على الأمين العام السابق في الصين، جيانغ زيمين ورئيس الوزراء السابق لي بينغ بتهمة الإبادة الجماعية والتعذيب التي تعرض لها شعب التبت. أعربت الحكومة الصينية عن غضبها من تصرفات المحكمة الإسبانية، إذ ذكرت المتحدثة باسم وزارة الخارجية هوا تشونينغ أن «الصين غير راضية وتعارض بشدة الأفعال الخاطئة التي اتخذتها الوكالات الإسبانية في تجاهل موقف الصين». استجابة للوضع الدبلوماسي، ألغت الحكومة الإسبانية في مايو 2014، قانون الاختصاص القضائي العالمي.